# Louise Qvam

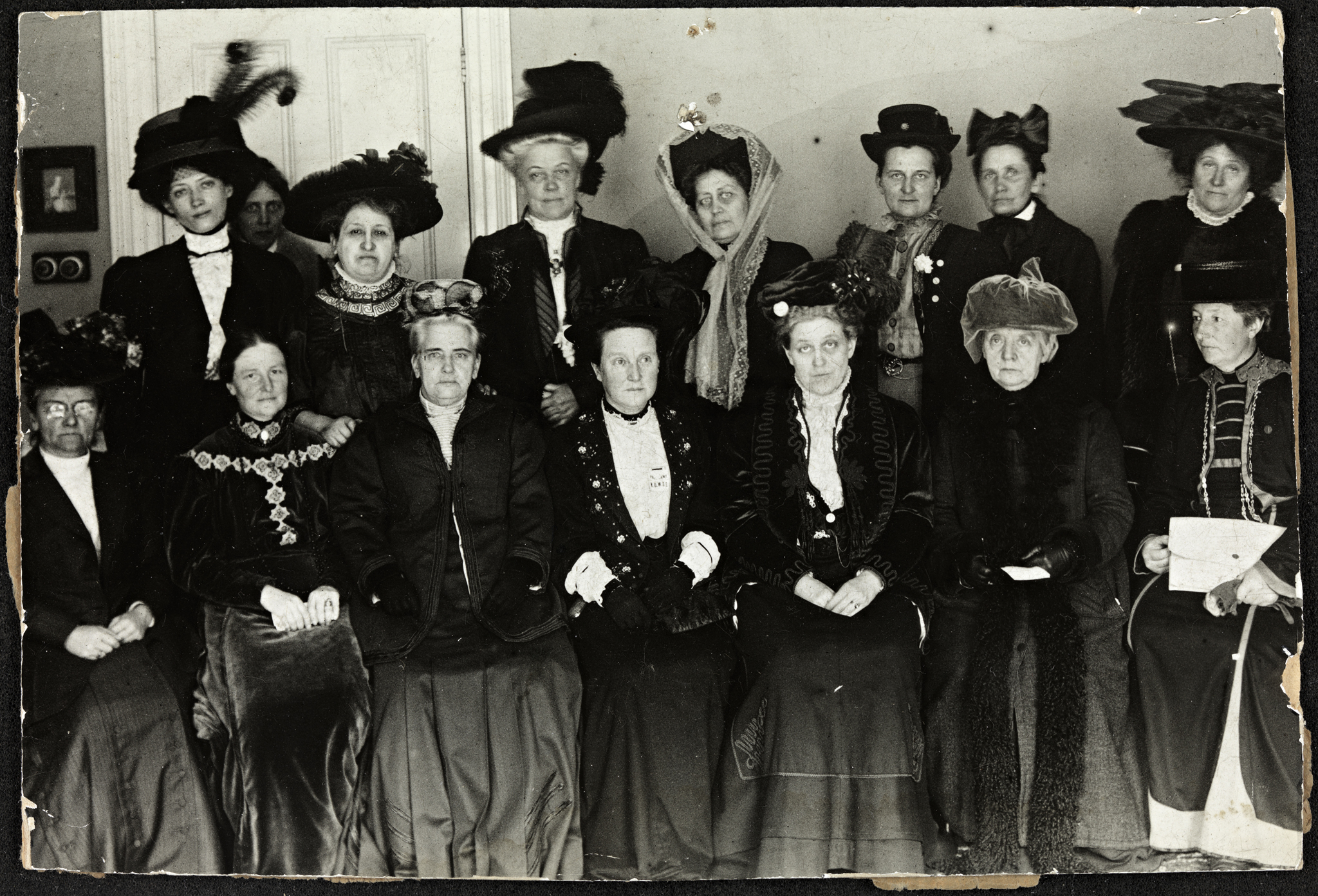
Frauenwahlrechtskongress in London 1899; hinten von links: Thora Daugaard (Dänemark), Louise Qvam (Norwegen), Aletta Jacobs (Niederland), Annie Furuhjelm (Finnland), Zinaida Mirowich (Russland), Käthe Schirmacher (Deutschland), Elise Honegger (Schweiz), unbekannte Person; vorne von links: unbekannt, Anna Bugge Wicksell (Schweden), Ann Shaw (USA), Millicent Fawcett (Präsidentin, England), Chapmann Catt (USA), Fredrikke Marie Qvam (Norwegen), Anita Augspurg (Deutschland)

Louise Gram Qvam (geb. 4. März 1866 in By in Egge; gest. 24. Januar 1944 ebenda) war eine norwegische Ärztin und Frauenrechtlerin. Sie war eine der ersten Ärztinnen Norwegens und eine wichtige Verfechterin des Frauenwahlrechts.

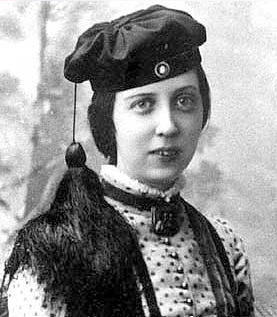
Louise Qvam als Medizinstudentin (1880er Jahre)

## Herkunft und Ausbildung
Louise Gram Qvam wurde 1866 in By in Egge, einem heutigen Stadtteil von Steinkjer in der mittelnorwegischen Provinz Trøndelag als Tochter des Vorsitzenden der Liberalen Partei und Norges statsminister i Stockholm Ole Anton Qvam und der Frauenrechtlerin Fredrikke Marie Qvam geboren.
Sie war eine der ersten vier Frauen, die um 1887/88 ein Medizinstudium an der Königlichen Frederiks-Universität in Oslo aufnahmen. 1897 schloss sie ihr Studium ab.

## Berufstätigkeit
Nach ihrem Studium war sie als Assistentin in der chirurgischen Abteilung des Rikshospitalet, im Krankenhaus von Trondheim und als  Stellvertreterin des Gemeindearztes in Kvæfjord tätig. Anschließend arbeitete sie einige Zeit in Berlin und Stockholm, wo sie sich in Gynäkologie weiterbildete. Sie kehrte 1903 in ihr Heimatdorf zurück, wo sie bis Anfang der 1920er Jahre eine Privatpraxis betrieb. Zusammen mit ihrer Mutter bewirtschaftete sie daneben auch den großen Bauernhof Gjævran gård der Familie.

## Gesellschaftliches Engagement
Sie setzte sich ebenso wie ihre Mutter aktiv für das Frauenwahlrecht ein und nahm mit ihr auch 1899 am internationalen Kongress zum Frauenwahlrecht in London teil. Sie war Mitglied der Diskussionsorganisation Skuld sowie Vorstandsmitglied des norwegischen Frauenrechtsvereins und der National Women's Suffrage Association. In den Jahren 1898 und 1903 unterbreitete sie dem Storting Vorschläge für das Frauenwahlrecht.
1910 wurde in Norwegen ein allgemeines Wahlrecht für Männer und Frauen auf kommunaler Ebene eingeführt. 1913 erhielten alle Frauen über 25 das Wahlrecht, ohne dass andere Kriterien als der Wohnsitz eine Rolle spielten.